# 満洲国の軍部大臣一覧
満洲国の軍部大臣一覧（まんしゅうこくのぐんぶだいじんいちらん）は満洲国において満洲国軍の軍事行政を主管した閣僚の一覧である。閣僚の官名は以下の通り変遷した。
1. 軍政部総長　1932年3月9日から1934年3月1日まで
2. 軍政部大臣　1934年3月1日から1937年7月1日まで
3. 治安部大臣　1937年7月1日から1943年4月1日まで
4. 軍事部大臣　1943年4月1日から満洲国滅亡まで

## 軍政部総長
| 姓名   | 就任          | 退任          |
| ------ | ------------- | ------------- |
| 馬占山 | 1932年3月9日  | 1932年5月19日 |
| 鄭孝胥 | 1932年5月19日 | 1932年8月3日  |
| 張景恵 | 1932年8月3日  | 1934年3月1日  |

## 軍政部大臣
| 姓名   | 就任          | 退任          |
| ------ | ------------- | ------------- |
| 張景恵 | 1934年3月1日  | 1935年5月21日 |
| 于芷山 | 1935年5月21日 | 1937年7月1日  |

## 治安部大臣
| 姓名   | 就任          | 退任          |
| ------ | ------------- | ------------- |
| 于芷山 | 1937年7月1日  | 1939年4月24日 |
| 于琛澂 | 1939年4月24日 | 1942年9月28日 |
| 邢士廉 | 1942年9月28日 | 1943年4月1日  |

## 軍事部大臣
| 姓名   | 就任         | 退任 |
| ------ | ------------ | ---- |
| 邢士廉 | 1943年4月1日 | 不明 |